# Герб Каргопольского района
Герб Каргопольского района — герб Каргопольского муниципального района Архангельской области.

## Описание герба
«В лазоревом (синем, голубом) поле серебряный, с золотыми рогами баран, лежащий на золотых головнях; все объято червлёным (красным) с золотой тонкой каймой, пламенем».

## Обоснование символики

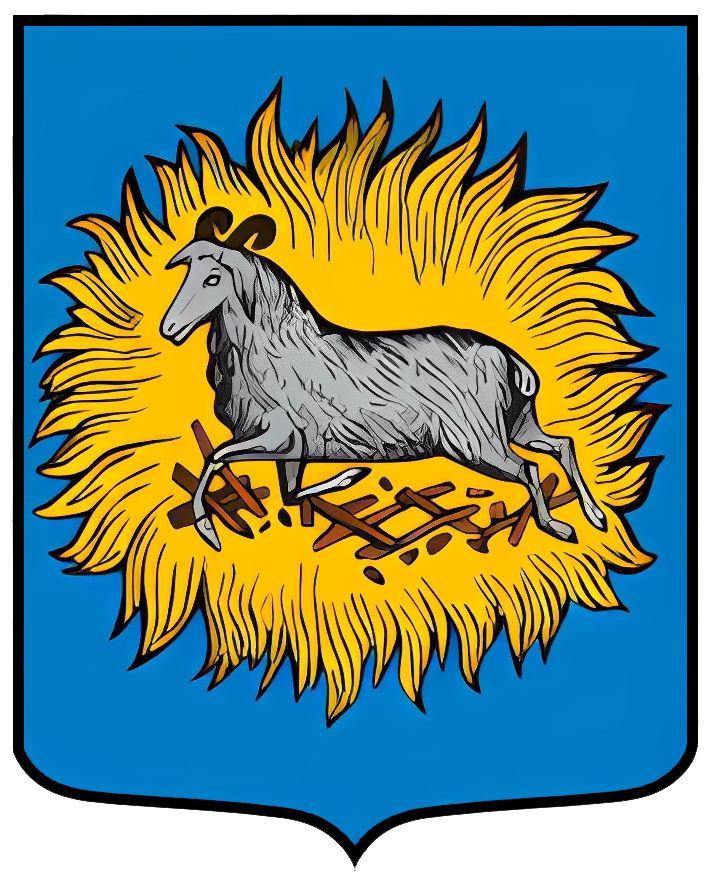
Герб Каргополя
(1781)

За основу герба Каргопольского района взят исторический герб уездного города Каргополя Олонецкой губернии Новгородского Наместничества, Высочайше утверждённый 16 (27) августа 1781 года, подлинное описание которого гласит: «В голубомъ поле лежащій в огне на дровахъ баранъ натурального цвета. (Старый герб)».
Центр современного района — город Каргополь, один из древнейших городов русского Севера, известен с XII в.
Каргополье — самобытный очаг культуры, сложившийся в сложных условиях взаимоотношений финно-угорских и славянских племён, политического и экономического влияния Новгорода и Москвы, взаимного проникновения язычества и христианства. По одной из версий изображение барана в огне символизирует связь с языческим обрядом жертвоприношения барана, что было широко распространено на Русском Севере. В некоторых приходах Каргопольского уезда существовало «баранье воскресенье», во время которого крестьяне закалывали барана и приносили в жертву Илье-пророку. Видимо, этот ритуал и был положен в основу герба 1781 г.
Серебро — символ мудрости, чистоты, веры.
Золото — это знак земного и небесного величия. Означает христианские добродетели: веру, справедливость, милосердие и смирение, и мирские качества: могущество, знатность, постоянство, богатство.
Лазурь — символ истины, чести и добродетели, чистого неба и водных просторов.
Костёр — символ тепла, активности, домашнего очага.
Красный цвет — символ мужества, жизни, праздника, красоты.

## История герба
Герб Каргопольского района утвержден решением Собрания депутатов муниципального образования «Каргопольский район» от 30 июня 2004 года № 11.
Герб Каргопольского района внесён в Государственный геральдический регистр Российской Федерации под № 1511.